# Універсал ERP
Програмний комплекс Універсал (синонім - ПК «Універсал») - програмний продукт класу ERP, розроблений українською компанією СофтПро. Поширюється на українському ринку з 1992 року. Основне призначення - система управління ресурсами і автоматизації бізнес-процесів для середніх і великих підприємств.

## Історія версій продукту

#### Перші програми
Перші версії програми (версії 1 і 2) з'явилися в 1992-1994 роках і призначалися для вирішення облікових завдань. Експлуатація вироблялася на декількох підприємствах харчової промисловості Києва, Харкова, Дніпропетровська.[джерело?]
У 1995 році була випущена перша тиражована версія - «Універсал» 3, що дозволяє автоматизувати бухгалтерський і матеріальний облік, а також розрахунок заробітної плати на малих і середніх підприємствах. Продукт мав модульну структуру, клієнтські програми працювали під керуванням ОС DOS. 
Доступ до бази даних здійснювався в файл-серверної архітектурі.
Спроби перевести текстовий інтерфейс в графічний (GUI) програмними засобами тих років не привели до успіху. В результаті розробка «Універсал» 4, що тривала близько року, була зупинена. 
Іншою проблемою того часу була явна невідповідність можливостей файл-серверної архітектури системи тих обсягів даних, які вона накопичувала.

#### Універсал 5
Результати роботи з вирішення цих двох проблем (переклад в GUI-інтерфейс, переклад в архітектуру клієнт/сервер) вилилися в випуск нової версії - «Універсал» 5. Спочатку був випущений продукт, що працює на платформі Advantage Database Server (версія 5.0 була випущена в 1998 році). Потім (восени 1999 році) було випущена версія 5.1, що мала клієнтські програми, що працюють під управлінням ОС Windows і мали її стандартний GUI.
Цікавий той факт, що деякий час (близько 2-х років) DOS і Windows додатки співіснували в рамках одних систем, оскільки перші користувалися заслуженою популярністю в силу своїх швидкісних характеристик і невибагливості до комп'ютерної техніки.
Переслідуючи мети створити нову версію продукту, відповідну вимогам великих підприємств, компанія СофтПро в 2002 році починає розробку «Універсал» версії 6. Основний її ідеєю мала стати можливість крос-платформної міграції серверної частини між різними клієнт / серверними платформами, присутніми на ринку. Однак, подібно версії 4, розробка версії 6 була згорнута після року робіт. Однією з причин стала неможливість перенесення додатків, створених в технології ISAM - доступу до даних, в технологію SQL - серверів.

#### Універсал 7:ERP
Подальший розвиток продукту призвело до випуску в 2008 році  '«Універсал» -7' . Основною його ідеєю було переведення бази даних в «рідну» архітектуру Advantage Database Server, що дозволяло зняти обмеження на обсяги збереженої і оброблюваної інформації, а також підвищувало загальну продуктивність системи.
Крім цього, розвиток отримав напрямок багатопотокової обробки даних, що використовується в сервері проміжної ланки «Універсал-комунікатор», що входить до складу системи.
Значний розвиток отримав інтернет напрямок. Серверна частина ADS до того часу вже мала власний сервіс Advantage WebAPI, що дало змогу розробляти повноцінні (читання/запис даних) робочі місця для користувачів Універсал 7.

#### Універсал 9:ERP
Досвід праці з великими підприємствами підштовхнув до переорієнтації на більш потужну промислову СУБД. Вибір пав на світового лідера в цієї галузі - Oracle Database. Система стала повністю веб орієнтованою - база даних розташовується або на зовнішньому дата-центрі, або на власних серверних потужностях замовника. Клієнтські додатки це стандартний веб-браузер, або власна розробка компанії СофтПро - також веб орієнтований Win32/64 застосунок, який включає в себе додаткові можливості (наприклад, зв'язок з обладнанням, з зовнішніми сервісами тощо). Докладніше дивись в розділі Архітектура Універсал 9.

## Контури Універсал 9:ERP
- Постачання (MRP)
  - Управління договорами постачання (облік договорів, контроль цін та виконання умов постачання)
  - Розрахунок потреби товарів (у торгівлі), сировини і матеріалів (у виробництві)
  - Вибір постачальників (опціонально)
  - Формування заявок постачальникам
  - Контроль виконання заявки
- Управління виробництвом (MRP II)
  - Підготовка виробництва (розробка технологічних маршрутів, поопераційне нормування часу і матеріалів, перевірка валідності операції)
  - Забезпечення виробництва (матеріалами, оснащенням, робочою силою)
  - План виробництва (планування обсягів випуску, планування оптимального завантаження виробничих потужностей, формування виробничих завдань, заповнення виробничих звітів (в т.ч. з датчиків виробничого обладнання))
  - Списання сировини і матеріалів на випуск ГП
- Складський облік
  - Облік приходу ДП, ТМЦ
  - Облік зберігання
  - Облік внутрішніх переміщень
  - Облік відвантаження
- Управління збутом
  - Управління договорами продажів (облік договорів, контроль умов договорів та цін покупця при відвантаженні, розрахунок бонусів покупців)
  - Облік заявок покупців. Реєстрація заявок покупців, автоматичне або ручне підтвердження заявки до відвантаження, резервування та бронювання товару.
  - Облік відвантаження. Формування черги накладних на підставі заявок як в розрізі маршруту, так і вручну. Зв'язок з програмами транспортної логістики. Друк пакетів документів по маршруту.
  - Облік торгового обладнання. Розрахунок заставної вартості, стану, комплектації, ремонтів і т.д. Аналіз продажів, перерозподіл ТО між торговими точками.
  - Ціноутворення. Ведення системи прейскурантів, управління акціями.
- Бухгалтерський облік (адаптація до українського законодавства) 
  - Облік операцій по банку і касі
  - Облік ТМЦ, МБП,
  - Облік оптових і роздрібних торгових операцій
  - Виробничий облік
  - Облік наданих та отриманих послуг
  - Облік імпортних, експортних операцій
  - Облік основних засобів, МНМА
  - Облік роботи автотранспорту і ПММ
  - Заробітна плата і Кадри.
  - Податковий облік
- Управління фінансами
  - Бюджетування
  - Платіжний календар
- Аналіз діяльності
  - Розрахунок собівартості
  - Розрахунок балансу підприємства
  - Інтеграція з зовнішніми системами класу Buisnes Intelegence[en]
- Документообіг
  - Управління стандартними бізнес-процесами (на основі шаблонів). Редагування шаблонів бізнес-процесів
  - Управління неформалізованими бізнес-процесами
- Адміністрування
  - Проектування ресурсів системи
  - Управління доступами
  - Регламентні операції

## Архітектура системи

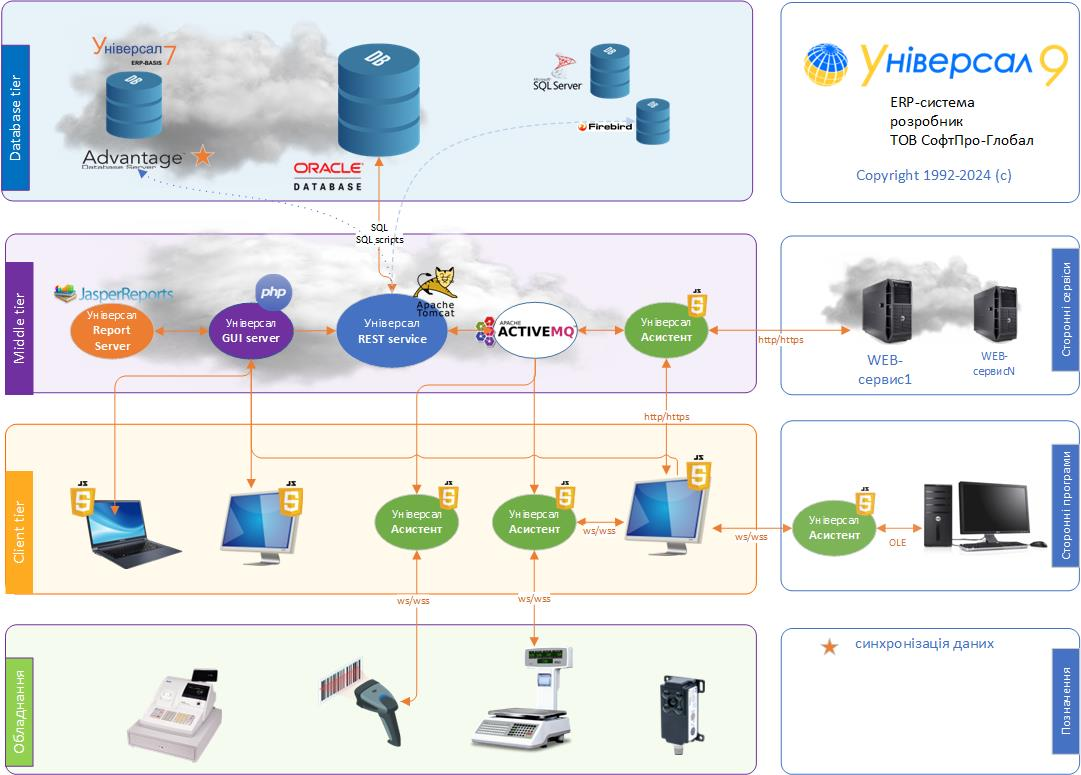
Universal9 ERP functional diagram

Універсал 9:ERP побудований за принципом багаторівневої системи (multitier architecture). Складається з шарів:
- бази даних (database tier) - працює на платформі Oracle Database версії 19c і вище
- серверів додатків (middle tier):
  - REST сервіс для запитів саме до СУБД  (власна розробка)
  - сервера клієнтського інтерфейсу (власна розробка)
  - сервіс звітів (власна розробка та інтеграція з платформою JasperReports )
  - Сервіс Універсал-Асистент (власна розробка) - зв'язок з локальними периферійними пристроями (принтери, сканери, ваги тощо), а також віддалені сервіси та програми (наприклад, локальний та віддалений M.E.Doc)
  - брокер повідомлень ActiveMQ
- веб-клієнтів з можливістю розширення функціоналу (client tier)
- різноманітне обладнання

Такий поділ дозволяє отримати переваги:
- зняти обмеження на обсяги бази даних
- управляти розподілом обчислювальних навантажень і, тим самим, оптимізувати швидкість реакції системи на дії користувача або події обладнання
- підвищити надійність системи
- максимально спростити її розгортання і масштабованість

База даних і шар серверів додатків Універсал 9 ERP можуть бути розгорнуті як в локальній мережі підприємства, так і в хмарі.

## Користувачі продукту
Універсал ERP використовується в абсолютно різних галузях і на підприємствах різного масштабу. Нижче за посиланнями наведено неповний перелік підприємств, що використовують систему з умовним розбиттям по галузях: енергетика, страхування, харчова промисловість різних напрямків, видавнича діяльність, сільське господарство, торгівля, HoReCa тощо. 
- Проекти Універсал 9
- Проекти Універсал 7 (підтримка продовжується)

Всього близько 500 українських підприємств, близько 22 000 користувачів (дані на жовтень 2024)

## Технології та партнерство
При розробці ПК «Універсал» 7 використовуються технології наступних компаній: 
- СУБД Advantage Database Server, розробник SAP. СофтПро є дистриб'ютором Advantage в Україні
- Мова розробки  Xbase++[ru], розробник Alaska Software. СофтПро є технологічним партнером Alaska Software.

## Заміна ПЗ російського походження
Після початку російського вторгнення в Україну у лютому 2022 виник масовий запит на заміну російського ПЗ облікової та управлінської спрямованості на українські аналоги. Універсал ERP отримав рецензії від компаній Netpeak та OpenDatabot та пропонується на заміну таки продуктів, як 1С, BAS, Эльба.

## Виноски
1. Офіційний сайт Універсал 9:ERP
2. Офіційний сайт СофтПро
3. Сторінка Універсал 7:ERP
4. ПК Універсал в каталозі програм для автоматізації обліку
5. Впровадження ERP-системи "Універсал" 7 на Харківському "Хладопромі"
6. Страхова компанія Здорово підвищує ефективність своїх процесів за допомогою ПК Універсал 7
7. Страхова компанія Країна впровадила платформу "Універсал"
8. Успішно завершено проект з впровадження Універсал 7 ERP у ВАТ НВП «Глобинський свинокомплекс»
9. Страхова компанія "Днепринмед" впровадила Універсал 7 ERP
10. Опендатабот та Netpeak створили перелік програмного забезпечення російського походження – Бітрікс, 1С, AmoCRM, R-Keeper, iiko, Jivosite тощо
11. Універсал 9 в каталозі програмного забезпечення для бізнесу України
12. WG SooftPro на сайті ІТ спільноти DOU

1. ↑  Архітектура Універсал 9:ERP.